# Víctor López (Fußballspieler, 1920)
Víctor López (* 1920 in Río Blanco, Veracruz), auch bekannt unter dem Spitznamen „Pipa“, ist ein ehemaliger mexikanischer Fußballspieler auf der Position eines Verteidigers.

## Leben
„Pipa“ López spielte in den ersten Jahren der neu gegründeten mexikanischen Profiliga für die Asociación Deportiva Orizabeña (A.D.O.), die Unión Deportiva Moctezuma und den Club San Sebastián.